# Бразильская расписная танагра
Бразильская расписная танагра (лат. Ramphocelus bresilius) — вид птиц из семейства танагровых. Выделяют два подвида. Видовое название дано в честь Бразилии.

## Распространение
Обитают в Бразилии и на крайнем северо-востоке Аргентины.

## Описание
Длина тела 18 см. Имеют тяжелый клюв, нижняя челюсть сильно расширена в основании. У номинативного подвида самцы в основном ярко-красного цвета, перья на голове, шее и горле короткие, густые, спина немного темнее, чем остальное оперение, а центральная часть спины иногда с небольшим количеством чёрного (перья у основания чёрные); крыло и хвост чёрные, срединные надкрылья иногда с малозаметными красными кончиками; цвет радужных оболочек красновато-коричневый; клюв преимущественно черноватый, базальная половина нижней челюсти блестит белым; ноги от тускло-коричневого до темно-серого цвета. Самка довольно невзрачная, преимущественно серовато-коричневая на голове, горле, шее и всей верхней части тела, включая кроющие крыла, маховые перья и хвост; передняя часть макушки и круп слегка окрашены в красноватый оттенок; серовато-коричневый цвет горла сливается с тусклым коричневато-красным на грудке, брюшке и подхвостье; клюв темновато-коричневый. Неполовозрелый самец похож на самку, но клюв у него чёрный (не буроватый); более старшие неполовозрелые особи на втором году жизни приобретают яркое красно-чёрное оперение взрослого самца, но могут иметь темные пятна на спине, крупе и надхвостье. Представители подвида dorsalis похожи на птиц из номинативного подвида, но спина самца более тёмно-красная.

## Биология
Всеядны. Рацион включает как фрукты (в том числе Eugenia), так и насекомых. В кладке 2-3 зеленовато-голубых яйца. Птенцов кормят и самка, и самец.
На гнёздах часто паразитируют Molothrus bonariensis.